# Kaijudo
Kaijudo: El Ascenso de los Maestros del Duelo. Esta serie se trata de un grupo de dos  chicos y una chica que asisten a la secundaria, y que, tras algunos sucesos, terminan formando parte de un selecto grupo de personas, que, con ayuda de un guante especial, pueden invocar a criaturas similares a lo que llamamos "monstruos", para combatir con alguien que quiere usar a esas criaturas para someter ante él a los dos mundos, y ellos junto con los maestros del duelo, tienen el deber de proteger tanto su mundo, como el que se encuentra del otro lado del portal dimensional que solo una persona con un guante o algunas criaturas del otro lado pueden abrir. La serie es producida por Hasbro Studios.

## Reparto
| Personaje                   | Actor de voz original |
| --------------------------- | --------------------- |
| Raiden "Ray" Pierce Okamoto | Scott Wolf            |
| Allison "Allie" Underhill   | Kari Wahlgren         |
| Gabriel "Gabe" Wallace      | Phil LaMarr           |

- Datos: Q6347748